# Urim
Urim (hebr. אורים; pol. Światła; oficjalna pisownia w ang. Urim) – kibuc położony w Samorządzie Regionu Eszkol, w Dystrykcie Południowym, w Izraelu. Członek Ruchu Kibuców (Ha-Tenu’a ha-Kibbucit).

## Położenie
Kibuc jest położony w północno-zachodnim skraju pustyni Negew, w odległości około 22 kilometrów od Morza Śródziemnego i 25 kilometrów na zachód od miasta Beer Szewa. Wzdłuż zachodniej granicy kibucu przebiega wadi strumienia Besor, w którym znajduje się Park Narodowy Eszkol.
W jego otoczeniu jest miasto Ofakim, moszawy Pattisz, Ohad i En ha-Besor, kibuce Ce’elim, Gewulot, Magen i Re’im, oraz wioska rehabilitacyjna Ale Negew. Na wschód od kibucu znajduje się baza wojskowa Urim.

## Demografia
Liczba mieszkańców Urim:

## Historia
Kibuc Urim został założony w nocy z 5 na 6 października 1946, jako jedno z jedenastu osiedli żydowskich utworzonych w północnej części pustyni Negew w ramach operacji „11 Punktów na Negewie” (hebr. הנקודות, 11 HaNekudot) realizowanej przez Agencję Żydowską. Celem było rozszerzenie granic przyszłego państwa żydowskiego, a jednocześnie budowa osiedli spełniających pierwszą linię obrony w przypadku wrogiej napaści. Założycielami była grupa żydowskich imigrantów z Bułgarii. Byli to członkowie syjonistycznej organizacji młodzieżowej Gordonia, którzy wcześniej przeszli szkolenie w rejonie miasta Ra’ananna w centrum kraju. Pierwotna lokalizacja kibucu była około 8 kilometrów na południe, w rejonie współczesnego kibucu Ce’elim.
Podczas I wojny izraelsko-arabskiej w maju 1948 kibuc znalazł się w odciętej przez wojska egipskie żydowskiej enklawie na pustyni Negew. W trakcie operacji Awak w dniu 10 października oddano do eksploatacji pas Avaka 2 położony na północny wschód od kibucu Urim. Jeszcze tej samej nocy wylądował tutaj pierwszy samolot z zaopatrzeniem. Kibuc doznał dużych zniszczeń od egipskiego ostrzału. Dopiero w październiku Siły Obronne Izraela zdołały przełamać egipskie linie i dotrzeć do kibucu.
Po wojnie kibuc przeniesiono w dzisiejszą lokalizację. W następnych latach osiedliło się tutaj wielu imigrantów z Ameryki Północnej.

## Kultura i sport
W kibucu znajduje się ośrodek kultury z biblioteką. Z obiektów sportowych jest basen kąpielowy, centrum odnowy biologicznej, sala sportowa, siłownia i boisko do piłki nożnej.

## Edukacja
Kibuc utrzymuje przedszkole. Starsze dzieci dowożone są autobusem do szkoły w pobliskim kibucu Magen.

## Turystyka i rekreacja
W kibucu jest stadnina koni, oferująca naukę jazdy konnej, zajęcia terapeutyczne i przejażdżki po okolicy.

## Gospodarka
Lokalna gospodarka opiera się na intensywnym rolnictwie. Uprawy rolne zajmują powierzchnię około 30 tys. hektarów, na których uprawia się pszenicę, jęczmień, ziemniaki, groch, warzywa i orzeszki ziemne. Jest tutaj hodowla bydła mlecznego i ferma drobiu. Sad obejmuje plantację cytrusów i jojoby.
W kibucu działa przedsiębiorstwo Noam Urim Enterprises Ltd. produkujące wyroby włókiennicze, płaszcze i koce. W listopadzie 1987 fabryka całkowicie spłonęła. Została jednak odbudowana i wyposażona w nowoczesne maszyny produkcyjne. Rozszerzono wówczas produkcję o poduszki, śpiwory, materiały tapicerskie i izolacyjne dla potrzeb budownictwa. Jest tu także mała firma Sonral Lights produkująca specjalistyczne opakowania dla potrzeb transportu i przemysłu.

## Infrastruktura
W kibucu jest ośrodek zdrowia i sklep wielobranżowy.

## Komunikacja
Z kibucu wyjeżdża się w kierunku wschodnim na drogę nr 234, po której minięciu wjeżdża się na teren bazy wojskowej Urim. Jadąc drogą nr 234 na północny zachód dojeżdża się do skrzyżowania z drogą nr 241 i dalej do kibucu Re’im, natomiast jadąc na południe dojeżdża się do skrzyżowania z drogą nr 22 i kibucu Ce’elim. Wzdłuż północnej granicy kibucu przebiega droga nr 241, którą jadąc na wschód dojeżdża się do moszawu Pattisz i dalej do miasta Ofakim, natomiast jadąc na zachód dojeżdża się do skrzyżowania z drogą nr 232.